# Фемтотехнології
Фемтотехнології - це гіпотетичний термін, що використовується для структурування речовини в масштабі  фемтометрів, що є 10−15 м. Це менший масштаб у порівнянні з нанотехнологіями та пікотехнологіями, які відносяться до 10−9 м and 10−12 м відповідно.

## Теорія
Робота в діапазоні фемтометрів передбачає маніпуляції збудженими енергетичними станами в межах атомних ядер, зокрема ядерними ізомерами, для отримання метастабільних (або інакше стабілізованих) станів з незвичними властивостями. В крайньому випадку розглядаються збуджені стани індивідуальних нуклонів, що складають атомне ядро (протонів і нейтронів), нібито для використання поведінкових властивостей цих частинок.
Найчастіше уявляється, що найдосконаліша форма молекулярних нанотехнологій включає самовідтворювану молекулярну машину, і існують деякі припущення, що щось подібне може бути можливим з аналогами молекул, що складаються з нуклонів, а не з атомів. Наприклад, астрофізик Френк Дрейк колись міркував про можливість самовідтворення організмів, що складаються з таких ядерних молекул, що живуть на поверхні нейтронної зірки, пропозиція, розроблена у науково-фантастичному романі "Яйце дракона" фізиком Робертом Форвардом. Фізики вважають, що ядерні молекули можливі, але вони були б дуже короткоживучими, і невідомо чи можна їх насправді можна змусити виконувати складні завдання, такі як самовідтворення, та який тип технології можна використовувати для маніпулювання ними.

## Застосування
У даний час практичні застосування фемтотехнологій не розглядаються як імовірні. Через відстані між енергетичними рівнями ядер потрібне обладнання, здатне ефективно генерувати та обробляти гамма-промені без деградації обладнання. Природа сильної взаємодії така, що збуджені ядерні стани, як правило, дуже нестабільні (на відміну від збуджених електронних станів в атомах Рідберга), і існує скінченне число збуджених станів нижче енергії зв'язування атомного ядра на відміну від (в принципі) нескінченної кількості зв’язаних станів, доступних електронам атома. Аналогічне відомо про збуджені стани окремих нуклонів, що, мабуть, вказує на те, що вони не створюють поведінки, яка якимось чином полегшує використання або маніпулювання нуклонами, а натомість вказує на те, що ці збуджені стани ще менш стабільні і менші за кількістю, ніж збуджені стани атомних ядер. 

## У художній літературі
Фемтотехнологія відіграє найважливішу роль у науково-фантастичному романі 2005 року "Pushing Ice".